# Челябински метеоритен взрив
Челябинският метеоритен взрив представлява експлозия на метеорит над Челябинска област в Руската федерация, настъпила в ранните часове на 15 февруари 2013 година. Разпадналият се метеорит принадлежи към клас Обикновени хондрити от група LL5.

## Описание
Около 9:15 ч. местно време в небето над Челябинска и Свердловска области е забелязан яркосветещ падащ обект с дълга следа от дим. Навлизането му в атмосферата е видяно още в Казахстан. Метеоритът пада от юг-югоизток и се взривява в стратосферата над Челябинск, като осветява много ярко огромна площ. Минути по-късно ударна вълна разтърсва града и населените места в областта.

## Предположения
По непотвърдени данни метеоритът е прихванат и взривен на около 20 километра височина от поделение на противовъздушната отбрана край Уржумка.
Въз основа на данни от предварителни проучвания на орбитата на метеорита е отхвърлена предполаганата отначало връзка между това събитие и преминаването на астероида 2012-DA14 на разстояние от 27 700 км покрай Земята. Отхвърлянето се основава на различните посоки на движение на двете тела: Челябинският метеорит се движи от изток на запад, а прогнозната крива на астероида 2012-DA14 е от юг на север. Подобно изявление е направено от Европейската космическа агенция (ЕКА) и НАСА.
Според проф. Татяна Бордовицина от Националния изследователски държавен Университет в Томск това събитие е свързано с преминаването на астероида 2012-DA14 покрай Земята, което означава, че този астероид вероятно се придружава от голям брой малки частици, разположени в неговата орбитата, пред или зад него.

## Последствия
Ранени са най-малко 1200 души, най-вече от счупването на стъкла от ударната вълна. От тях поне 46 са приети в болница, двама от които – в тежко състояние. Нанесени са щети на много сгради, избити са прозорци. Първоначално е съобщено, че част от метеорита е паднала в слабо населен район на 80 километра от град Сатка, но впоследствие тази информация е опровергана. Мястото на удара по-късно е установено в замръзнало езеро на един километър от град Чебаркул. Друг фрагмент се разбива близо до град Златоуст.
Руското Министерство на извънредните ситуации заявява, че ще обезщети всички жители, пострадали от явлението. След взрива местната полиция е в повишена готовност. Полицията е започнала операция „Крепост“, целяща предпазването на засегнатите сгради от мародери, а над 20 000 служители от различни служби са мобилизирани да оказват помощ в пострадалите райони.

## Галерия
- Сравнителна големина.
- Разрушения по завод за цинк в Челябинск.
- Следа в небето, оставена от метеорита.
- Счупени стъкла в Челябинския драматичен театър.